# Ślaz zaniedbany
Ślaz zaniedbany (Malva neglecta L.) – gatunek rośliny, należący do rodziny ślazowatych (Malvaceae). Nazwy zwyczajowe: babi serek, babski chleb, guziczkowe ziele.

## Rozmieszczenie geograficzne
Jest pochodzenia irańsko-turańskiego, ale rozprzestrzenił się i poza Antarktydą występuje na wszystkich kontynentach i niektórych wyspach. W Polsce po raz pierwszy odnotowano jego występowanie w okresie kultury łużyckiej. Jest pospolity na niżu i w niższych położeniach gór, na północy Polski spotykany rzadziej. Jako relikt dawnych upraw często spotykany jest na grodziskach w Wielkopolsce. Status gatunku we florze Polski: archeofit.

## Morfologia
ŁodygaO wysokości do 50 cm, naga, pokładająca się lub wzniesiona, czasami czerwonawo nabiegła.
LiścieDługość i szerokość do 9 cm. Zarys okrągły lub nerkowaty i 5–7 niewyraźnych klap. Liście są zielone lub brunatnawozielone i mają brzeg nieregularnie ząbkowany. Powierzchnia dolna blaszki jest silniej owłosiona i wyraźniej unerwiona niż powierzchnia górna. Nerwy główne na powierzchni górnej i nerwy ogonka mogą być fioletowe. Ogonki są tak długie jak blaszki liści, do 2 mm szerokie, okrągławe i nieco spłaszczone, podłużnie lekko bruzdowane, zielone, brunatnawozielone lub fioletowe.
KwiatyDrobne, kieliszkowate kwiaty wyrastają po kilka w kątach liści na szypułkach o różnej długości. 2-3 wolne działki kielicha o długości 5–7 mm są równowąskolancetowate, zaostrzone, z płaskim brzegiem i zrośnięte z kieliszkiem składającym się z 3 równowąskolancetowatych działek. Korona z 5 bladoróżowymi płatkami, 2-3 razy dłuższa od kielicha. Pręciki jednopylnikowe, liczne i zrośnięte u nasady w długo owłosioną rurkę, słupek z wielokomorową zalążnią.
OwocRozłupnia zawierająca kilkanaście gładkich rozłupek o zaokrąglonych brzegach, ułożonych w krążek. Są gęsto owłosione, na grzbiecie ze słabo widocznym siateczkowatym urzeźbieniem. Nasiona ciemnobrunatne, nerkowate z białym rąbkiem.

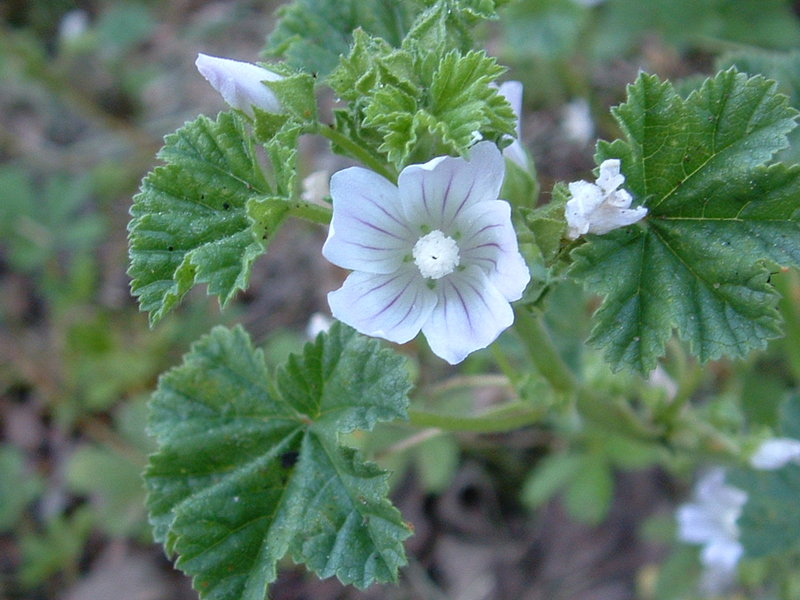
Kwitnący pęd
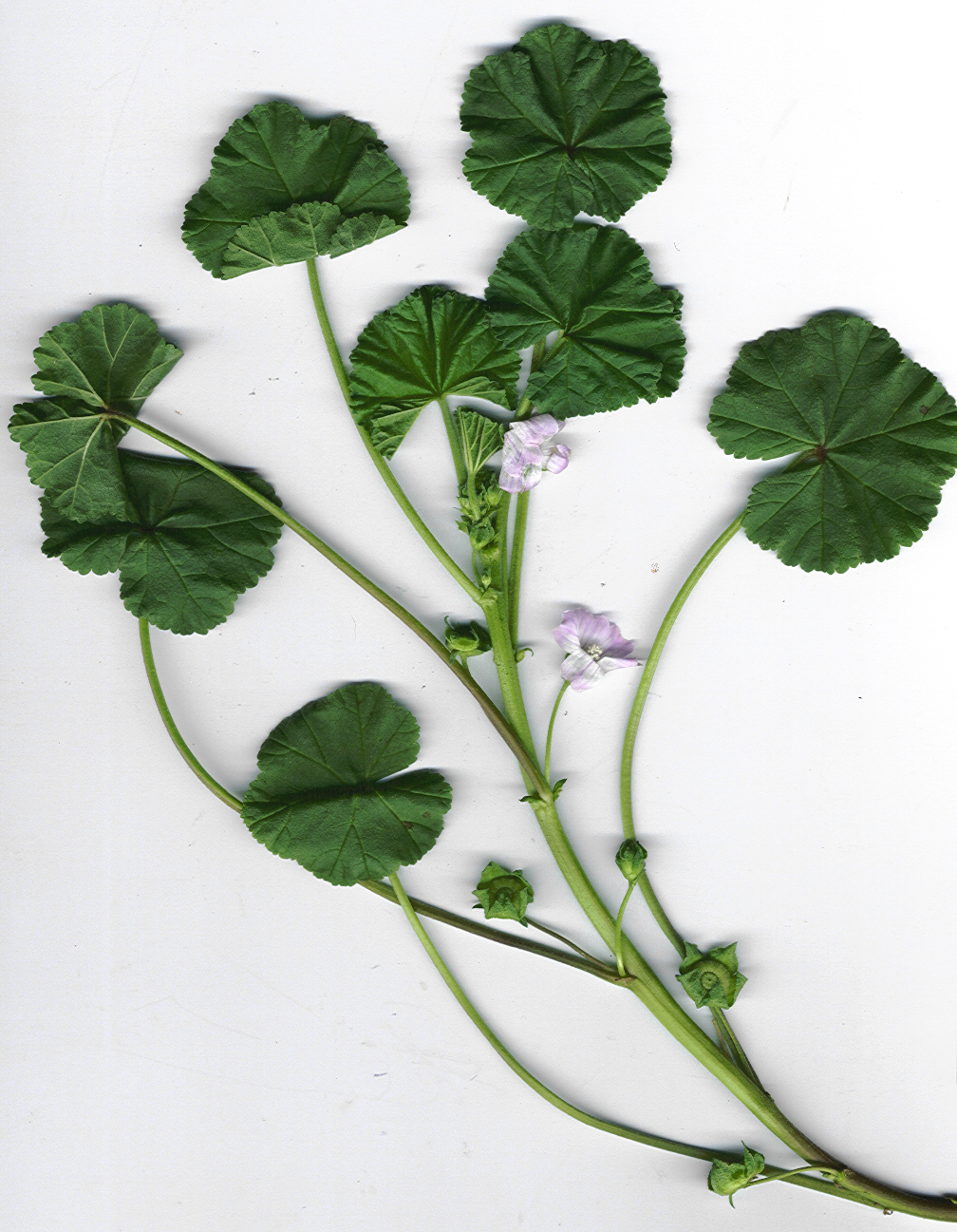
Pęd
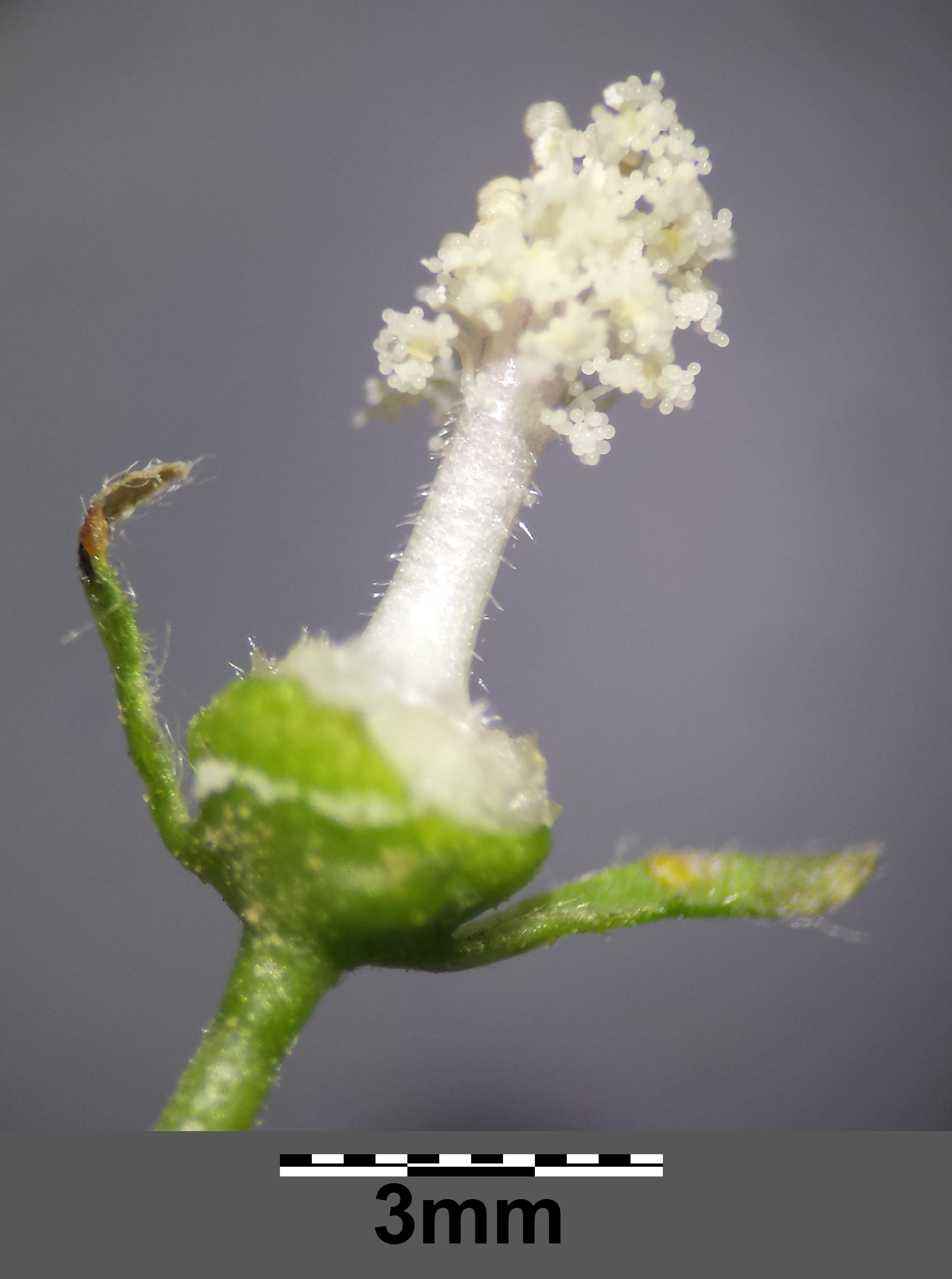
Przekrój kwiatu
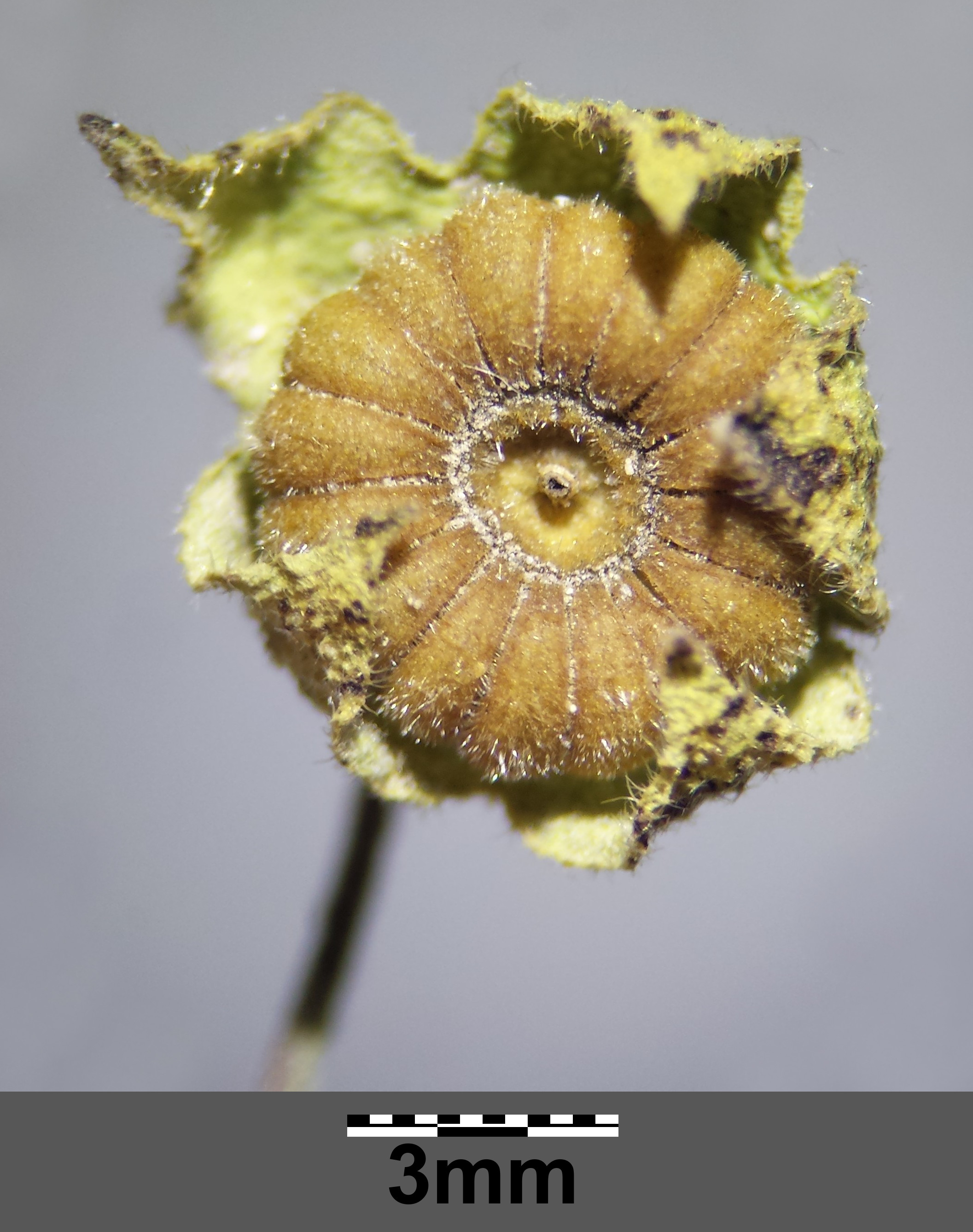
Owoce

## Biologia i ekologia
RozwójRoślina jednoroczna, dwuletnia lub bylina, hemikryptofit. Kwitnie od czerwca do września. Kwiaty  przedprątne, zapylane przez owady lub samopylne.
SiedliskoRoślina ruderalna, rosnąca na przydrożach, przychaciach, podwórkach, nieużytkach, rumowiskach, trawnikach, ale także jako chwast w ogrodach i na polach uprawnych. Preferuje lekkie, piaszczyste gleby. W klasyfikacji zbiorowisk roślinnych gatunek charakterystyczny dla Ass. Urtico-Malvetum.
Genetyka i zmiennośćLiczba chromosomów 2n = 42. Tworzy mieszańce z ślazem dzikim (Malva × zoernigii) i ślazem drobnokwiatowym.
Korelacje międzygatunkoweNa pędach pasożytuje grzyb Leveillula contractirostris i Puccinia malvacearum wywołujący rdzę oraz żerują larwy chrząszczy  Pseudapion rufirostre i Aspidapion radiolus (Aspidapion radiolus).

## Zastosowanie

### Roślina lecznicza
Surowiec zielarskiLiść ślazu (Malvae folium) – cały lub połamany, wysuszony liść ślazu zaniedbanego i ślazu dzikiego. Surowiec zawiera śluzy, garbniki i sole mineralne.
DziałanieOsłaniające, zmiękczające, przeciwbiegunkowe, przeciwzapalne, żółciopędne. W medycynie ludowej stosowany był wewnętrznie lub zewnętrznie w postaci maceratów, naparów, odwarów przy zaparciach, biegunkach, chorobie wrzodowej żołądka i dwunastnicy, zaburzeniach trawienia, przeziębieniach, stanach zapalnych układu rozrodczego, oczu i gardła.
Zbiór i suszenieLiście zbiera się przy bezdeszczowej pogodzie i suszy w cieniu.

### Inne zastosowania
- Ma jadalne liście i kwiaty. Dawniej spożywany był jako jarzyna, zarówno po ugotowaniu, jak i na surowo. Ma charakterystyczny, ślazowaty smak. Można z niego sporządzać zupy, sosy, kwiaty można dodawać do surówek. Z korzeni sporządzano wywar zastępujący białko jaja kurzego w bezach, dzięki ślazowatej konsystencji można go bowiem ubijać jak białko[8].
- Jest jednym z gatunków używanych przy konstrukcji tzw. zegara kwiatowego (określanie czasu na podstawie otwierania się i zamykania kwiatów)[5].

Przeczytaj ostrzeżenie dotyczące informacji medycznych i pokrewnych zamieszczonych w Wikipedii.